# Leonardo Castellani
 (novembre 2017).
Si vous disposez d'ouvrages ou d'articles de référence ou si vous connaissez des sites web de qualité traitant du thème abordé ici, merci de compléter l'article en donnant les références utiles à sa vérifiabilité et en les liant à la section « Notes et références ».
Pour les articles homonymes, voir Castellani.
Leonardo Castellani né le 16 novembre 1899 à Reconquista, dans la province de Santa Fe, et mort le 15 mars 1981 à Buenos Aires, était un prêtre, romancier, poète, essayiste, philosophe et théologien argentin. Il est l'auteur d'un grand nombre de romans, de contes, de poèmes et d'essais et d'un millier d'articles dans des domaines aussi divers que la politique, l'éducation, la psychologie, la métaphysique ou encore la critique littéraire.
Ses accointances avec les nationalistes argentins lui valurent l'hostilité de l'intelligentsia progressiste de gauche, tandis que ses conflits avec l'ordre des Jésuites, qui l'exclurent de la Compagnie pour insubordination, suscitèrent la méfiance d'une part importante du monde catholique. Isolé et persécuté, il a continué à écrire et à publier, sans que son œuvre puisse trouver sa place parmi les lettres argentines. En dehors d'un groupe restreint de fervents admirateurs tels que les écrivains argentins Rafael Squirru ou Sebastian Randle (auteur d'une volumineuse biographie du prêtre) et le cardinal Antonio Quarracino qui le considère comme l'un des plus grands intellectuels argentins du XXe siècle[réf. nécessaire], les écrits de Castellani sont encore largement ignorés, y compris dans son propre pays.

## Biographie

### Enfance et formation
Leonardo Luis Castellani naît le 16 novembre 1899 en Argentine, à Reconquista, province de Sante Fe, au nord-est du pays. Ses parents sont Luis Héctor Castellani, florentin naturalisé, et Catalina Contepomi, née en Argentine au sein d’une famille de l’ancienne noblesse du Frioul. Il sera l’aîné de 4 enfants, Maria Magdalena, Luis Oscar et Arnaldo Néstor. En 1906, son père, militant du Parti radical, est assassiné d’une balle dans le dos par un membre de la police du régime de N. Alem, dont il critiquait les abus de pouvoir. L’orphelin, qui a perdu l’œil gauche à la suite d’une grave inflammation, entre en 1913 comme pensionnaire au Collège jésuite de La Inmaculada, à Santa Fe. Reçu bachelier en 1917, il entre comme novice dans la Compagnie de Jésus le 27 juillet 1918, à Cordoba, pour y poursuivre ses études de lettres. En 1922, Leonardo Castellani retourne à Santa Fe pour une année d’études philosophiques. L’année suivante, il suit une autre année de cours dans la même discipline au Seminario Metropolitano de Villa Devoto. À partir de 1924, et durant 4 ans, il enseigne l’espagnol, l’italien, la littérature et l’histoire dans le secondaire au Colegio del Salvador de Buenos Aires. Il collabore à la revue Estudios dont il sera plus tard le rédacteur en chef. À la même époque, les fables qui constitueront son premier livre commencent à paraître dans la revue du Colegio. En 1928, il commence ses études de théologie au séminaire. Conscient des capacités de l’étudiant, le père Luis Parola l’envoie en 1929 poursuivre sa formation en Italie, à l’Université Grégorienne de Rome. Il aura entre autres pour maître le cardinal Louis Billot, qui aura une grande influence sur sa pensée.
Le 31 juillet 1930, il est ordonné prêtre à l’église Sant'Ignazio. Il demeure une année encore à l’Université Grégorienne pour préparer l’examen final du doctorat de philosophie et de théologie, nommé ad gradum. En 1931 il fait paraître à Buenos Aires, sous le pseudonyme de Jerónimo del Rey, Bestioles et personnages (Camperas), recueil de fables pleines d’humour ayant pour cadre sa province natale.
Le 8 juillet 1932, il quitte Rome et commence un long voyage à travers l’Europe. Il se rend d’abord en France. À Amiens, il se consacre aux exercices spirituels et au second noviciat. Il séjourne ensuite à Paris au Centre jésuite, 42 rue de Grenelle. Inscrit à la Faculté de Philosophie de la Sorbonne, il a pour professeur Emile Bréhier. Il suit les cours du Dr. Georges Dumas sur l’examen clinique des maladies mentales à l’asile Saint Anne, ceux de Marcel Jousse à l’École d’Anthropologie et à l’École Pratique des Hautes Études. Il reçoit le diplôme d’Études Supérieures en Philosophie, section Psychologie. Le jury, dirigé par Célestin Bouglé et Abel Rey, approuve avec mention sa thèse La catharsis catholique dans les exercices spirituels d’Ignace de Loyola, dont une édition limitée sera publiée en français par La première semaine, à Paris, en 1934. Il est invité aux soirées de Meudon par les époux Maritain,. Jacques Maritain fera l’éloge de la thèse de Castellani dans une note de la deuxième édition d’Art et Scolastique. Les premiers articles de Leonardo Castellani paraissent dans la presse de son pays. Entre sa première et sa deuxième année de Sorbonne, il passe ses vacances à Londres. Il se rend à Louvain en Belgique où il reçoit durant trois mois les leçons du philosophe Joseph Maréchal, et rencontre Paul Claudel à l’ambassade de France. En 1934, sous la protection de l’ambassadeur argentin, il voyage en Allemagne et en Autriche pour approfondir ses connaissances en psychologie et sur les problèmes de l’éducation qu’il considère comme la vocation première de sa vie intellectuelle. Il visite des asiles de fous, des écoles d’élèves attardés et des maisons de redressement à Munich, Innsbruck et Vienne.

### Retour en Argentine
De retour en Argentine en 1935, Leonardo Castellani mène de front un travail considérable allant de la chaire au livre et du livre au journalisme. Entre 1935 et 1946, il publie pas moins de 14 ouvrages. Ses articles et ses essais paraissent dans toute la presse catholique et nationaliste du pays (Criterio, La Nación, Cabildo, Tribuna, etc). Il est alors Professeur au Colegio del Salvador (Logique et Histoire), au Seminario Metropolitano (Psychologie et Histoire de la philosophie), au Colegio Máximo de San Miguel (Méthodologie), et à l’Institut national du Professorat secondaire (Psychologie).
En 1936, il publie les Histoires du Norte bravo, sous le nom de Jerónimo del Rey. C’est un livre de contes qu’il présente comme « préoccupés par la religion et par la famille, obsédés par la mort, par la haine du crime et de la bassesse, enragés contre la politicaillerie, traversés par une tendresse contenue à l’égard des faibles, des miséreux et des souffrants, animés par un amour déraisonnable pour les tout petits et par une admiration de la force – cette force qui endure et qui résiste, non cette force qui assaille et qui soumet ». En 1937, il devient proche de Leopoldo Lugones, alors considéré comme le plus grand écrivain argentin vivant. Sur le point de se convertir au catholicisme, Lugones se suicide à Tigre au début de l’année suivante.
Le Nouveau Gouvernement de Sancho, roman satirique sous le signe de Cervantès, est publié en 1942. L’instauration d’un nouveau régime politique fondé sur le sens commun, qu'il imagine dans cet ouvrage, est l’occasion de brosser le portrait burlesque d’une galerie de personnages contemporains. La même année, Les morts du Père Metri, nouvelles policières, sont saluées par certains comme les meilleures jamais écrites dans le genre en Amérique du Sud. L’action se passe à la fin du XIXe siècle, époque de grande violence politique en Argentine ; son principal protagoniste, inspiré du Père Brown de Chesterton et d’un personnage réel lié à la famille de l’auteur, est un moine franciscain résolvant des énigmes criminelles grâce à la foi et à la théologie, au prix de sa vie. L’invention, le réalisme cruel, le sens du drame humain et l’humour paradoxal, soutenus par un profond mysticisme, caractérisent le « style » Castellani. En 1944, sa traduction en espagnol avec introduction, notes et commentaires des cinq premiers tomes de la Somme Théologique de Saint Thomas d’Aquin, est publiée.
En août 1945, le Projet Manhattan aboutit aux bombardements nucléaires d’Hiroshima et Nagasaki : comme d’autres, mais avec une acuité toute particulière, il y verra un signe des temps. Sortent la même année Critique littéraire et Les chansons de Militis, recueils de ses chroniques journalistiques ; on y trouve cette déclaration : « Je suis un homme en guerre. » Ses amis de la droite catholique (du parti Alianza Libertadora Nacionalista) le pressent de s'inscrire dans leur liste de candidats à la députation nationale. Le cardinal Santiago Copello, archevêque de Buenos Aires, le fait chasser de la chaire qu'il occupe au séminaire de Devoto.

### Expulsion de la Compagnie de Jésus
Le provincial des jésuites le somme en 1946 d’abandonner « volontairement » la Compagnie de Jésus. Entre autres charges mineures, Castellani est accusé de « montrer peu d’obéissance à la censure ». Il rédige dix lettres à l’intention des profès jésuites de la province : elles sont toutes interceptées et lui valent d'être suspendu sine die. Malgré le risque d’aggraver son cas, il est convaincu qu’il doit plaider sa cause auprès des plus hautes autorités et se dirige vers l’Europe à bord du Naboland grâce à un billet offert par un curé salésien. 
Il arrive à Gênes le 1er janvier 1947. Les supérieurs jésuites refusent de le recevoir. Il tente en vain de parler au R.P Jean Baptiste Janssens, nouveau supérieur général de la Compagnie de Jésus. L’archevêque de Gênes intercède en sa faveur, mais sans succès. Le journal El Pueblo de Buenos Aires publie un télégramme en provenance de Gênes disant que le père Castellani vient d’être réduit à l’état de laïc, ce qui est faux. Janssens finit par le recevoir. L’audience dure moins de dix minutes : Janssens lui intime de sortir sans délai de l’ordre jésuite sous des conditions qu’il se réserve le droit de déterminer plus tard. Castellani refuse. En juin, il reçoit l’ordre écrit de se transférer toutes affaires cessantes à Manresa, en Espagne, pour une période de réclusion indéfinie. Abattu et malade, Castellani passe encore trois mois à Gênes dans un couvent franciscain de Monte Parloli avant de rejoindre Manresa. À Manresa, tous moyens d’exercer son métier de professeur et de journaliste lui sont interdits, et on fait en sorte qu’il ne puisse trouver aucun débouché par lui-même. Brisé, sa santé décline à nouveau et de violents troubles nerveux l’accablent. Il est alors au bord de la folie, comme il le dira lui-même. Les médecins craignent pour sa vie. Son confesseur et ses proches lui conseillent de solliciter son transfert au clergé séculier : ce qu’il fait. Le 6 septembre 1948, une réponse négative lui parvient de Rome.
Au milieu de la deuxième année, à bout de forces, il décide de s’enfuir. Son évasion a lieu le 18 juillet 1949, avec le soutien de trois amis fidèles. Il arrive à Buenos Aires le 22 juillet. Le 18 octobre, au sortir de la messe, on lui remet le décret d’expulsion sans procès de la Compagnie de Jésus, signé par le général des jésuites et ratifié par le Pape Pie XII. Il est suspendu a divinis : l'administration des sacrements lui est retirée. Il fait aussitôt appel. On ne lui répondra jamais.

### Années de pauvreté et reprise de l’activité littéraire
À 50 ans, il se retrouve à la rue, nerveusement éprouvé, socialement diffamé, sans travail et sans indemnisation. Son ministère sacerdotal, la possibilité de prêcher et de confesser lui sont déniées. Mgr. Tavella, archevêque de Salta (à 1500 kilomètres au nord de Buenos Aires et 1200 mètres d’altitude) l’accueille dans sa maison.
En 1951, Leonardo Castellani fait paraître trois livres : Le Christ reviendra-t-il ?, essais sur les principales questions eschatologiques et sur l’étrange oubli du sens de la Parousie, Le livre des prières, recueil de poèmes composés durant ses tribulations et son exil à Manresa, et Éléments de métaphysique, livre didactique et synthétique à l’usage de ceux qui veulent apprendre à penser. Le Rossignol fusillé, essai sur Jacint Verdaguer, prêtre et poète catalan persécuté par les siens, ainsi que Le Mystique, drame en trois actes présentant les affres de l’individu singulier en proie à l’hostilité pharisienne, sont publiés en 1952.
Sur avis médical, il s’en va habiter pendant quelques mois à Reconquista, sa ville natale, chez sa sœur Maria Magdalena et le mari de celle-ci. Il vit dans un réduit au fond du jardinet de leur maison. Il tente de trouver un travail de laitier, mais ses opposants et ses supérieurs font en sorte que lui soit refusée toute avance pour investir dans une camionnette. Un soir, sa sœur lui demande à quoi lui sert désormais tout son immense savoir. Dans son Journal, il note : « Je n’ai pas su quoi répondre. » De retour à Buenos Aires, il récupère sa chaire à l’Institut national du professorat secondaire. Il donne alors des cours de philosophie à la Société scientifique argentine. Il habite une pièce minuscule, sans intimité ni confort, que lui prête la femme de son frère.
La mort de Martín Fierro, recueil de poèmes, paraît en 1953, suivi de Psychologie humaine, série de cours magistraux au Théâtre du Peuple (es), développant des réflexions tous azimuts sur les grands problèmes de l’âme humaine : l’ « esprit du souterrain » chez Dostoïevski, le démoniaque chez le Marquis de Sade, la création, les rêves et l’inspiration, les richesses et les misères de la psychanalyse, la « sublimation » chez Charles Baudelaire, etc. Une transcription de ces cours sera publiée de façon posthume. Menacé d’expulsion par son propre frère, il est sur le point de se retrouver de nouveau à la rue. Finalement, grâce au soutien inespéré de ses amis et de quelques inconnus, Castellani s’installe dans un appartement de la rue Caseros, dans le quartier Constitución de Buenos Aires, où il sera domicilié jusqu’à sa mort. En 1954 sont publiés Les papiers de Benjamin Benavides, commentaires eschatologiques sous la forme d’un long dialogue romanesque. Il donne une série de conférences sur Saint Augustin et enseigne au Théâtre du Peuple.
En 1955, il est mis à pied comme professeur par les mesures anticléricales de Perón. Il est à nouveau sans ressources. Les journaux dans lequel il publie subiront diverses persécutions politiques durant toute la décennie. Son ami d’enfance Alberto L. Graffigna le sauve en lui ouvrant les colonnes de son hebdomadaire Tribuna. Castellani commence à y faire paraître des commentaires évangéliques et religieux. Sa Majesté Dulcinée, roman apocalyptique qui se présente comme une suite du Nouveau Gouvernement de Sancho, et qui raconte la vie et la mort de Luis Sancho Velez de Zarate Namuncura, dit le Curé Fou, durant les tribulations de la fin des temps, paraît en 1956. Sont ensuite publiés L’Evangile de Jésus-Christ (1957), exégèse des quatre évangiles, considéré comme l'un de ses plus puissants ouvrages, L’énigme du fantôme en voiture (1958), nouvelles fantastiques, Le crime de Ducadelia et autres contes du trio (1959), recueil de nouvelles policières mettant en scène les enquêtes de son alter-ego, le pauvre curé-détective Pío Ducadelia, dans le monde urbain contemporain, ainsi que Les paraboles du Christ (1959), étude de quarante-cinq récits paraboliques des Évangiles. S'ensuivent les parutions de Douze paraboles sauvages (1960), nouvelles paraboles, inspirées de l’art narratif du Christ et culminant avec « l'Art de la parabole », essai sur le processus artistique et l'essence de la beauté, et Essence du libéralisme (1961), analyse et synthèse du phénomène politique. Le curé de Santa Elisa lui permet de célébrer la messe dans son église, et plus tard dans la paroisse du Transito de la Santissima Virgen.
En 1962, année de l’ouverture du Concile Vatican II, paraissent ses Perspectives argentines, suivi l’année d’après de L’Apocalypse de Saint Jean, grand livre d’exégèse eschatologique adjoint d’une nouvelle traduction pour laquelle il réapprend le grec ancien. Six conférences sur l’exégèse biblique sont publiées. Leonardo Castellani fait ensuite paraître Leopoldo Lugones. Sentir l’Argentine (1964), hommage au grand écrivain et réflexion sur sa postérité, sur la poésie et l'« argentinité ». La même année sont publiés Jean XXIII (XXIV), une fantaisie, roman-fable sur l’élection d’un pape argentin qui réforme l’Église de fond en comble, et Sonates tristes de Manresa, recueil de poèmes. En 1965, il enseigne au Collège Champagnat de Buenos Aires. En 1966, il publie Freud en chiffre, qui reprend ses diverses conférences sur l’inventeur de la psychanalyse – dont il critique les fondements avec rigueur et à laquelle il se propose de substituer une psychanalyse aristotélicienne (une édition, complétée par de nombreuses autres cours, paraîtra en 1996, sous le titre de Freud). Le nouveau nonce apostolique Lino Zanini lui restitue sans condition son ministère sacerdotal. C’est alors le début de la dictature de la Révolution argentine, qui durera jusqu’en 1973.
Le premier numéro de Jauja (Cocagne), revue mensuelle qu’il fonde et dirige durant 3 ans, paraît en 1967. Il y aura trente-six numéros auxquels participeront quelques grandes plumes de la droite catholique, tel Julio Meinvielle. Nous disions hier (1968), réunit plusieurs articles parus dans Cabildo avant 1946. Il donne des cours et des conférences au salon de la Paroisse Notre Dame du Secours, toujours avec un grand succès public.

### Dernières années
En 1969, Chrestomathie, recueil de grands textes à l’usage des étudiants en philosophie, est publié. La même année, un groupe d’amis lui rendent hommage au Collège Champagnat de Buenos Aires à l’occasion de ses 70 ans. Il donne par la suite sept conférences sur l’Apocalypse, à l’Église Del Soccoro. La Compagnie de Jésus lui propose en 1972 de réintégrer l’ordre, mais il décline l’offre pour raisons de santé. Il est soigné pour un douloureux cancer de la langue, dont il guérit.
En 1972, Politique et salut paraît, suivi de De Kierkegaard à Thomas d’Aquin (1973), méditation sur le philosophe danois à la lumière du thomisme, et de Six essais et trois lettres (« L’intelligence et le gouvernement », « Décadence des sociétés », « Pour la conversion de ceux qui injurient Dieu en parole, par écrit ou par action », etc. Les lettres sont adressées aux évêques argentins). Ses déboires avec l’Église reprennent : le nouveau curé de Santa Elisa le chasse de la paroisse sans raison ni ménagement. En 1974 paraissent ses Notes à cheval sur un pays en crise, recueil d’articles publiés en pleine guerre froide, alors que l’Argentine traverse l’une des périodes les plus confuses et tourmentées de leur histoire. En 1975 se produit une crise politique majeure sous le gouvernement d'Isabel Perón, après la mort de Juan Perón. L'affrontement entre guérilleros marxiste (ERP) et groupes paramilitaires anticommunistes financés par l'État (Triple A) donne lieu à une série d'attentats et d'assassinats menaçant la paix civile. Le 30 décembre, en compagnie d'autres figures, tel le romancier Ernesto Sabato et le prix Nobel de chimie Luis Federico Leloir, Castellani reçoit le prix Consagración nacional récemment créé et qui le récompense, selon les mots du secrétariat de la Culture, pour « sa sagesse et l'envergure de son travail humaniste dans le champ philosophique, littéraire, etc. »
Deux mois après l'instauration de la dictature en 1976, Leonardo Castellani est invité à déjeuner par le général Videla à la Casa Rosada en compagnie de Jorge Luis Borges, Ernesto Sabato et Horacio Ratti. Événement est abondamment commenté. De loin le plus sceptique, Castellani se limite à demander libération de l’écrivain communiste Haroldo Conti (qui ne pourra être sauvé, et succomba certainement à la torture). Il fait alors paraître cette même année sa Nouvelle Critique littéraire, recueil d’articles embrassant la littérature, la philosophie, la politique et la religion. Il décide peu après de consacrer l'argent du prix reçu l'année précédente à la publication d'Horacio Caillet-Bois, un poète de Santa Fe, essai sur l’œuvre de son ami d’enfance, qui est l’occasion pour lui de renouer avec l’atmosphère de sa lointaine jeunesse dans la province du Chaco.
De plus en plus affaibli, il passe les dernières années de sa vie à « préparer une bonne mort ». Quelques amis et de nombreux admirateurs lui rendent régulièrement visite, dans la mesure de ses forces. L'anniversaire de ses 80 ans est l'occasion d'un grand repas ouvert à tous. Alors que sa popularité commence à s'étendre, il meurt le 15 mars 1981 à Buenos Aires dans son appartement de la rue Caseros. Ses dernières paroles auraient été : « Me rindo », « Je me rends ». Les radios du pays et les journaux annoncent son décès. Une petite assemblée de fidèles assiste aux funérailles ; on observe l'absence de tout évêque. 
Après sa mort sont publiés : Les idées de mon oncle curé (1984), recueil d’articles publiées entre 1933 et 1945, soigneusement préparé par Castellani et retrouvé par hasard à Villa Devoto ; Le Rosaire de Notre Dame (1996) ; les Sermons dominicaux I et II (1997-1998), recueil de ses homélies ; Le Christ et les Pharisiens (1999), recueil de lettres, d’articles et d’essais écrits entre 1940 et 1950 ; Castellani par Castellani (1999), anthologie conçue sous la direction du père Biestro ; Pays de Cocagne (1999), articles de la revue Cocagne ; Saint Augustin et nous (2000), conférences de 1954 ; et Marianillo de Birlibirloque (2003), roman autobiographique.
Son Journal, comprenant une centaine de carnets de 1923 à 1973, et de nombreux autres écrits sont encore inédits à ce jour.

## Œuvre

### En espagnol

#### Essais
Religion
- Cristo ¿vuelve o no vuelve? (1951)
- El ruiseñor fusilado (El místico) (1952)
- El Evangelio de Jesucristo (1957)
- Las parábolas de Cristo (1959)
- Doce parábolas cimarronas (1960)
- El Apokalypsis de San Juan (1963)
- Domingueras prédicas (1997) Recueil posthume de sermons.
- Domingueras prédicas II (1998) id.
- Cristo y los fariseos (1999) Plusieurs essais et lettres (de 1940 à 1950).

Philosophie et psychologie
- Conversación y crítica filosófica (1941)
- Suma teológica - Santo Tomás de Aquino (1944) Révision, traduction partielle et commentaire des premiers volumes.
- De Kierkegaard a Tomás de Aquino (1973)
- Psicología humana (1995) Conférences de 1953.
- Freud (1996) Conférences.
- San Agustín y nosotros (2000) Conférences.

Politique, critiques littéraires et écrits sur l'actualité
- La reforma de la enseñanza (1939)
- El nuevo gobierno de Sancho (1942)
- Las canciones de Militis (1945) Réédité en 1973 avec l'ajout de six essais et trois lettres.
- Crítica Literaria (1945) Réédité en 1974 avec l'ajout de Notas a caballo de un país en crisis.
- Lugones. Sentir la Argentina (1964)
- Decíamos ayer (1968) Articles publiés dans le journal Cabildo, avant 1946
- Nueva crítica Literaria (1976)
- Las ideas de mi tío el cura (1984) Articles publiés entre 1933 y 1945.
- Castellani por Castellani (1999) Sélection de textes, dont certains inédits.
- Un país de Jauja (1999) Recueil de textes parus dans la revue Jauja (1967-1969)

#### Fiction
- Bichos y personas (Camperas) (1931)
- Historias del Norte bravo (1936)
- Martita Ofelia y otros cuentos de fantasmas (1939)
- Las muertes del Padre Metri (1942)
- Los papeles de Benjamín Benavides (1954) L'édition de 1978 comprend des ajouts.
- Su majestad Dulcinea (1956)
- El enigma del fantasma en coche (1958)
- El crimen de Ducadelia y otros cuentos del trío (1959)
- Juan XXIII (XXIV) (1964)

#### Poésie
- El libro de las oraciones (1951)
- La muerte de Martín Fierro (1953)

### En français
- La catharsis catholique dans les exercices spirituels d'Ignace de Loyola (1934)
- Le Verbe dans le sang : Introduction, textes choisis, traduction et notice biographique par Érick Audouard  (trad. de l'espagnol), Paris, Pierre-Guillaume de Roux, 2017, 288 p. (ISBN 978-2-36371-217-2) ; rééd. révisée et augmentée Perspectives Libres, 2022
- La Vérité ou le néant : Prologue, choix de textes, traduction, notes et notice biographique par Érick Audouard (trad. de l'espagnol), Paris, Artège, 2021, 326 p.  (ISBN 979-10-336-1089-2)

#### Ouvrages consacrés à Leonardo Castellani
- (es) Sebastián Randle, Castellani jesuita: 1899-1949 (t. 1), Vórtice, 2017 (2e édition), 904 p.  (ISBN 978-987-9222-82-9)
- (es) Sebastián Randle, Castellani maldito: 1949-1981 (t. 2), Vórtice, 2017, 712 p.  (ISBN 978-987-9222-81-2)